# RWD 13
El RWD 13 fue un avión de turismo polaco de 1935, monoplano de ala alta triplaza, y diseñado por el equipo de RWD. Fue el mayor éxito comercial de RWD.

## Desarrollo

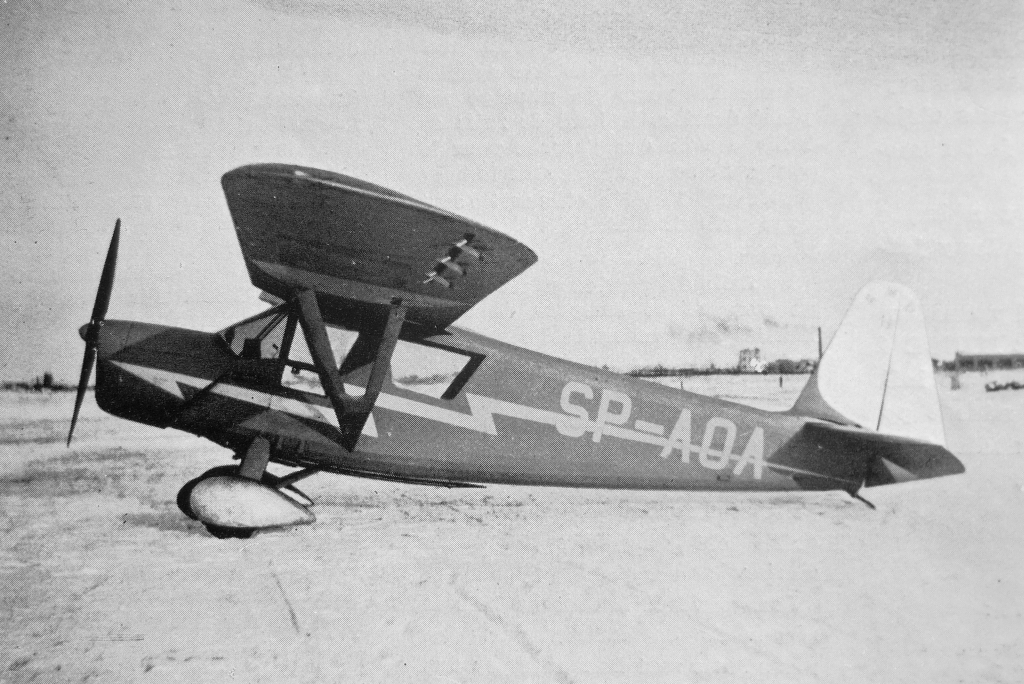
RWD 13 con motor Walter Major 4 (SP-AOA), primer vuelo el 15 de enero de 1935

El RWD 13 era un avión de turismo, desarrollado desde la línea de aviones deportivos RWD 6 (ganador del Desafío de 1932, un concurso internacional de aviones de turismo) y RWD 9 (ganador del Desafío de 1934). Fue diseñado por Stanisław Rogalski y Jerzy Drzewiecki del equipo RWD, en los talleres de DWL (Doświadczalne Warsztaty Lotnicze, talleres de aviación experimental) en Varsovia, para y por orden de la organización paramilitar LOPP. El prototipo fue construido usando partes de un RWD 6 desguazado (inicialmente incluso se suponía que iba a ser designado como RWD 6bis), pero su construcción era más parecida al más moderno RWD 9. Voló por primera vez el 15 de enero de 1935 (matrícula SP-AOA). Como se suponía que el RWD 13 no iba a ser un avión de carreras, las principales diferencias con el RWD 9 fueron: motor en línea con menor potencia, en lugar del motor radial, y una mecanización más simple del ala. Aún tuvo ciertas ventajas, como un despegue y aterrizaje cortos y facilidad de vuelo, con buena estabilidad. En 1939, se habían producido alrededor de 85 ejemplares.
En 1937 se construyó una variante de ambulancia aérea (RWD 13S, marcas de prototipo SP-BFN), con una escotilla a estribor para facilitar el acceso de las camillas al fuselaje. También se desarrolló la variante universal similar RWD 13TS (o ST, o S/T), que podía convertirse de avión de turismo a ambulancia desmontando el asiento del lado derecho. En 1939 se habían fabricado 15 RWD 13S, incluyendo unos pocos RWD 13TS. Un desarrollo del RWD 13S fue el RWD 15 de cinco plazas.
Se vendió una licencia a Yugoslavia en 1938 y fabricó cuatro RDW 13, y Rogožarski produjo allí dos ejemplares en 1939. Los cuatro aparatos iniciales fueron convertidos en 1939 en ambulancias RWD 13S.
Una réplica volable de RWD 13 estaba siendo construida en Polonia en 2008.

### Diseño
Monoplano de ala alta, arriostrada mediante soportes, de turismo y deportivo triplaza de construcción mixta. Fuselaje de estructura metálica, recubierto de lona, con láminas de aluminio en la sección motora. Ala rectangular de dos largueros de construcción en madera, recubierta de madera y contrachapado en la parte delantera. Las alas se plegaban hacia atrás, y estaban equipadas con slats automáticos. Empenaje cantilever, recubierto de contrachapado (estabilizadores) y tela (timón y elevadores). Cabina cerrada con tres asientos: dos delanteros equipados con controles dobles, y detrás de ellos un tercer asiento y espacio para equipaje. La cabina poseía un par de puertas. En el RWD 13S había dos asientos en el lado izquierdo, y camillas en el derecho. El único motor en la parte delantera era un motor lineal invertido de cuatro cilindros refrigerado por aire Walter Major 4, PZInż. Major (Walter Major bajo licencia), o un de Havilland Gipsy Major de 130 hp. La hélice era una Szomański bipala de madera de paso fijo. El tren de aterrizaje era convencional, con un patín trasero. Los depósitos de combustible estaban en las alas, con una capacidad de 140 l. El consumo de combustible del avión era de 28 litros/hora.

## Historia operacional

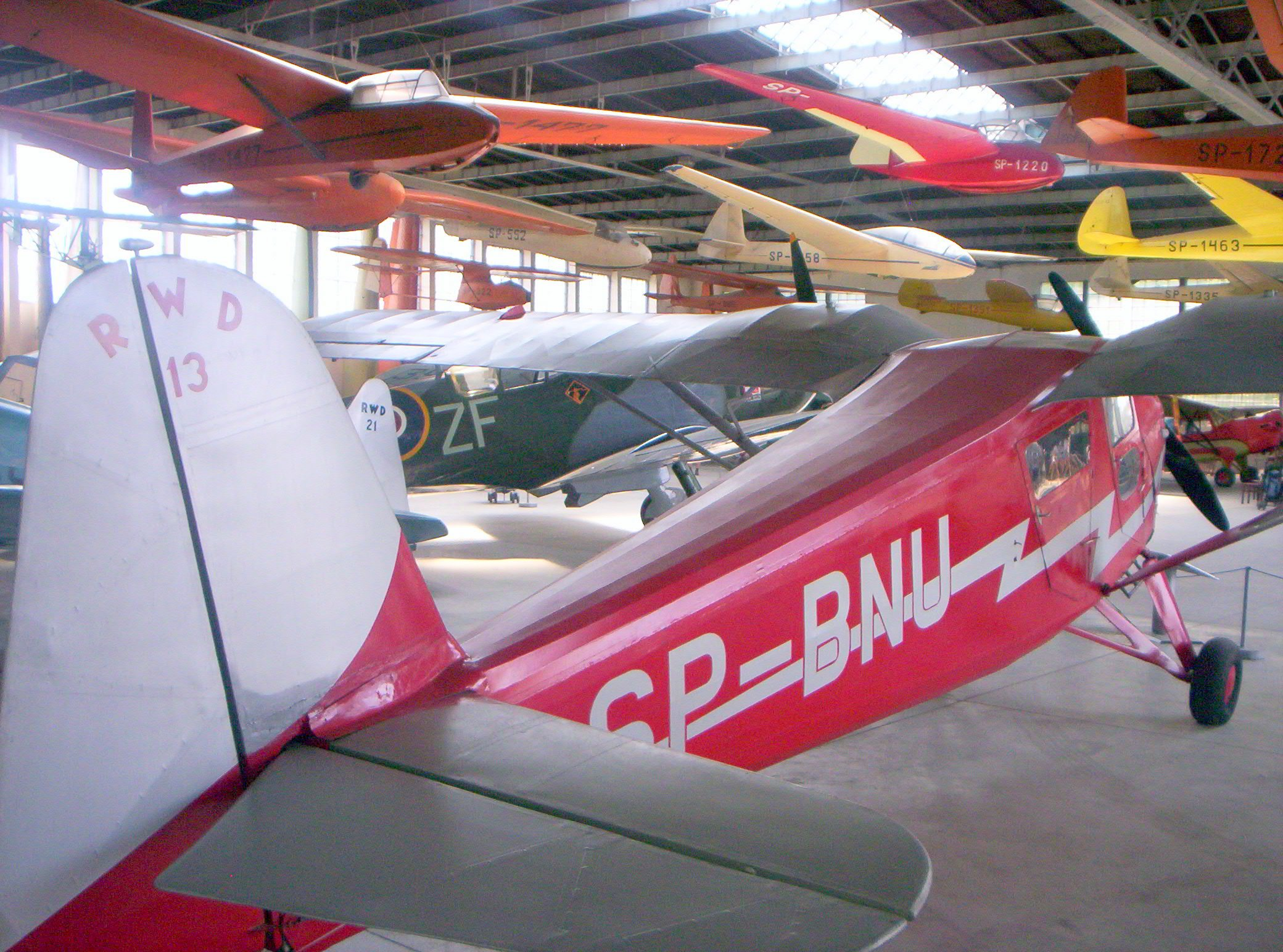
RWD 13 'SP-BNU' en el Museo Polaco de Aviación.

### Polonia
La mayoría de los RWD 13 fueron usados por la aviación civil polaca, inicialmente, el Aero Club polaco (que fueron fundados por el Ministerio de Comunicación o por la organización paramilitar LOPP (Liga de Defensa Aérea y Antigás)). Tres ejemplares fueron usados por el Ministerio de Comunicación como aviones utilitarios, dos fueron usados por las Aerolíneas Polacas LOT, y varios acabaron en manos privadas y en compañías.
Los aviones del Aero Club polaco también fueron usados para el vuelo deportivo, tomando parte en numerosos concursos y reuniones internacionales, alcanzando puestos elevados. Entre otros, obtuvieron los primer, cuarto, sexto y séptimo puestos en una competición de turismo durante la 4.ª Reunión Aérea Internacional de Zúrich en 1937. El RWD 13S ganó un premio en Esch-sur-Alzette como mejor ambulancia aérea en el Concurso Internacional de Ambulancias Aéreas celebrado en dicha ciudad de Luxemburgo en julio de 1938 (el concurso mismo lo ganó otro avión polaco, el LWS-2).

La mayoría de las ambulancias RWD 13S pertenecieron a la Cruz Roja polaca, y cinco a la Fuerza Aérea polaca, aunque también llevaban marcas civiles. Varios RWD 13 (al menos, cinco), sin contar las ambulancias aéreas, fueron movilizados tras el comienzo de la Segunda Guerra Mundial, siendo usados como aviones de enlace durante la Campaña Polaca de septiembre. Algunos aviones fueron evacuados a países vecinos, y otros fueron destruidos o requisados por los alemanes.
La mayoría de los RWD 13 estaban pintados de rojo, con un rayo de plata pintado en el fuselaje y las alas de plata. Los RWD 13S fueron pintados en marfil, con marcas de la Cruz Roja, mientras que los RWD 13TS lo fueron de marfil con un rayo rojo en el fuselaje.
Solo cuatro RWD 13 fueron usados en Polonia tras la guerra, que fueron devueltos por Rumania en 1947 (en 1948, el gobierno comunista polaco perdió interés en todo el equipo polaco de preguerra que permanecía en el extranjero). Fueron usados hasta 1953-55, con las matrículas: SP-MSZ (propiedad del Ministerio de Asuntos Exteriores, abreviado MSZ), SP-ARG, SP-ARH, SP-ARL. Este último está preservado actualmente en el Museo Polaco de Aviación en Cracovia, con su matrícula de preguerra SP-BNU (usado anteriormente por LOT).

### España
Alrededor de 20 RWD 13 fueron exportados antes de la Segunda Guerra Mundial. Cuatro ejemplares fueron vendidos a España por el sindicato SEPEWE, y fueron usados como aviones de enlace por la Aviación Nacional durante la guerra civil española, bajo el nombre de Polaca (matrículas: 30-1 a 30-4). Tras la guerra, los aparatos restantes fueron usados en clubes aéreos.

### Brasil
En 1937-38, ocho RWD 13 fueron vendidos a Brasil y se usaron hasta los años 60. Uno de ellos se mantiene en condiciones de vuelo (PT-LFY).

### Palestina/Israel

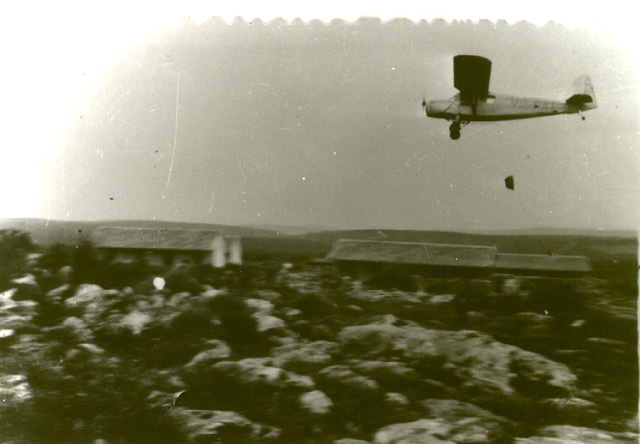
VQ-PAL lanzando suministros al aislado Yehiam, norte de Palestina, enero de 1948

Dos o tres RWD 13 fueron vendidos a particulares judíos en Palestina. Con la formación del Sherut Avir, el arma aérea de la Haganá, en noviembre de 1947, dos ejemplares fueron incluidos en su inventario. El 17 de diciembre del mismo año, uno de ellos realizó el primer ataque aéreo, con granadas de mano y armas cortas, durante las escaramuzas árabe-israelíes (anteriormente, el 15 de junio de 1936, un RWD 13 había sido el primer avión en aterrizar en Tel Aviv). Los dos RWD 13 estaban entre los primeros aviones de la recién creada Fuerza Aérea israelí, y fueron usados como aviones de enlace y transporte durante la guerra árabe-israelí de 1948.

### Rumania
Tras el estallido de la Segunda Guerra Mundial, 28 RWD 13 polacos fueron evacuados a Rumania (23 RWD 13 y 5 RWD 13S). Después de la caída de Polonia, se hizo cargo de ellos la aviación civil y militar rumana. Una vez que Rumania se unió a la guerra de lado del Eje y tomó parte en el ataque a la URSS, los RWD 13 fueron usados como aviones de enlace por la Fuerza Aérea. Las ambulancias fueron especialmente famosas, usadas por el Escadrila Albă (Escuadrón Blanco), volado por mujeres. Veintiún aparatos sobrevivieron a la guerra y los restantes fueron usados en Rumania hasta los años 50.

### Otros países
Un único avión fue usado en Estonia. Dos RWD 13, enviados a la Feria Mundial, fueron vendidos tras el estallido de la guerra en 1939 y usados en los Estados Unidos (N20651 y N20652), donde su estructura fue modificada por el Teniente Joseph Malejki. Tres (o uno) aviones fueron vendidos a Yemen. Varios RWD 13 fueron evacuados a Letonia y probablemente fueron requisados por los soviéticos.

## Variantes
13
Versión de producción principal.
13S
Versión ambulancia del 13.
13TS
Versión convertible en ambulancia del 13.

## Operadores

### Militares
Alemania
- Luftwaffe: operó aviones capturados.

 Brasil
- Fuerza Aérea Brasileña

 Estado Independiente de Croacia
- Fuerza Aérea del Estado Independiente de Croacia: 1 ex-Real Fuerza Aérea Yugoslava.

 España
- Ejército del Aire

 Estonia
- Fuerza Aérea Estonia: operó un RWD 13S evacuado en septiembre de 1939.

 Israel
- Sherut Avir

 Polonia
- Fuerza Aérea de Polonia

 Rumania
- Real Fuerza Aérea Rumana
  - Escadrila Albă
- Sección Aérea de la Gobernación de Transnistria

 Suecia
- Fuerza Aérea Sueca: operó un único RWD 13 (bajo la designación Tp 11) evacuado en septiembre de 1939.

 Reino de Yugoslavia
- Real Fuerza Aérea Yugoslava: operó dos two RWD 13 y dos RWD 13S de fabricación local.

### Civiles
Estonia
 Irán
- En mayo de 1939, un único RWD 13 (SP-BNY) fue donado por el presidente de Polonia al heredero persa Mohammad Reza Pahleví como regalo de bodas.

 Mandato británico de Palestina
- La compañía Aviron operó 2 o 3 RWD 13 (registrados como VQ-PAL y VQ-PAM) hasta 1948, cuando los aviones fueron requisados por la Fuerza Aérea Israelí.

 Polonia
- Aero Club polaco
- LOT Polish Airlines

 Rumania
 España
 Suecia
- Tras la guerra, el avión ex Fuerza Aérea Sueca fue usado con las marcas civiles SE-AOF hasta 1951.

 Estados Unidos
 Reino de Yemen
 Reino de Yugoslavia
- SU Belgrade operó 2 aviones RWD 13.[5]

## Especificaciones
Referencia datos: Polish aircraft 1893-1939

### Características generales
- Tripulación: Uno/dos
- Capacidad: Uno/dos pasajeros
- Longitud: 7,9 m (25,8 ft)
- Envergadura: 11,6 m (38,1 ft)
- Altura: 2,1 m (6,7 ft)
- Superficie alar: 16 m² (172,2 ft²)
- Perfil alar: IAW-192 (PZL-DJ3)[7]
- Peso vacío: 530 kg (1168,1 lb)
- Peso cargado: 890 kg (1961,6 lb)
- Peso máximo al despegue: 930 kg (2049,7 lb)
- Planta motriz: 1× motor lineal de cuatro cilindros refrigerado por aire PZInż-Walter Major o similares (Walter Major o de Havilland Gipsy Major I).
  - Potencia: 89-97 kW (120-130 hp)
- Hélices: Szomański bipala de madera de paso fijo
- Capacidad de combustible: 140 l en depósitos en las raíces alares

### Rendimiento
- Velocidad máxima operativa (Vno): 210 km/h (130 MPH; 113 kt) a nivel del mar
- Velocidad crucero (Vc): 180 km/h (112 MPH; 97 kt)
- Alcance: 900 km (486 nmi; 559 mi)
- Techo de vuelo: 4200 m (13 780 ft)
- Régimen de ascenso: 3,8 m/s (748 ft/min)
- Carga alar: 55,6 kg/m² (11,4 lb/ft²)
- Potencia/peso: 0,109 kW/kg (0,066 hp/lb)
- Velocidad de aterrizaje: 67 km/h
- Tiempo a altitud: 1000 m (3281 pies) en 4 minutos 20 segundos

## Aeronaves relacionadas

### Desarrollos relacionados
- RWD 6
- RWD 9
- RWD 15
- RWD 20

### Aeronaves similares
- SAI KZ III
- LWS-2
- de Havilland Puss Moth

### Secuencias de designación
- Secuencia RWD _ (interna de RWD): ← RWD 9 - RWD 10 - RWD 11 - RWD 13 - RWD 14 Czapla - RWD 15 - RWD 16 →
- Secuencia Trp/Tp (Aviones de transporte de la Fuerza Aérea Sueca, pre-1940): ← Trp 9 - Tp 9 - Tp 10 - Tp 11
- Secuencia Numérica (Aeronaves del Ejército del Aire español, 1939-1945): ← 30 (X) - 30 (XI) - 30 (XII) - 30 (XIII) - 30 (XIV) - 30 (XV) - 30 (XVI) →
- Secuencia L._ (Aeronaves Utilitarias del Ejército del Aire español, 1945-1954): ← L.4 - L.5 - L.6 (I) - L.6 (II) - L.7 - L.8 - L.9 →